# 因特洛肯 (密歇根州)
因特洛肯（英語：Interlochen）是位於美國密歇根州大特拉弗斯縣格林萊克鎮區的一個普查規定居民點。

## 人口
根據2020年美國人口普查的數據，因特洛肯的面積為3.29平方千米，當中陸地面積為3.21平方千米，而水域面積為0.08平方千米。當地共有人口694人，而人口密度為每平方千米210.94人。